# Itanará
Itanará es una ciudad y municipio ubicada en la zona norte del departamento de Canindeyú en Paraguay. Es considerada la ciudad de la Ganadería. Su nombre etimológicamente significa «que sea para piedra» en guaraní. La historia verbal cuenta que Itanará, era nombre de un cacique guaraní, que comandaba una tribu en una aldea de la zona, en homenaje a este jefe, se dio nombre de Itanará al arroyo de la zona. El nombre del arroyo por su vez se trasmitió al lugar. 
Cuenta la historia que Pancha Garmendia se vio envuelta en un intento de envenenamiento al Mariscal en Itanará, cerca de Villa Ygatimí, que hoy está en el Departamento de Canindeyú, el 11 de diciembre de 1869 Pancha Garmendia fue ejecutada  a lanzazos por orden de Solano López.

## Historia
Itanará surgió de un ranchado de exploradores de la yerba mate, la cabecera más alta del arroyo sirvió de sustentadora de agua a los incipientes moradores. La población fue surgiendo por una gravitación, Itanará no tiene fundador ni fecha de fundación. La exploración de la yerba vino de Ñu Vera, Brasil actual Coronel Sapucaia, allí se instaló la administración central de la empresa Mate Larangeira Mendes. El resto de la resistencia del Mariscal López pasó por este lugar, de venida de Curuguaty, rumbo a Cerro Corá, la cansada caravana de López descansó por unos días, en el campo de Itanará.
Hasta hace poco el pueblo de Itanará, conocía a Concepción como punto de civilización, tenían la carreta como único medio de transporte,  llevaban treinta días de jornada, ida y vuelta. Documentalmente, la historia se impregna a partir del 4 de octubre de 1975 en el que Itanará  deja de ser colonia de la ciudad de Villa Ygatimí, pasando a formar parte como una de las colonias de Ypejhú.
El 15 de noviembre de 1978 por decreto Ley N° 723 la Colonia Itanará, fue elevado a la categoría de Distrito y se crea una municipalidad de Tercera Categoría, y en consecuencia desafectase del Distrito de Ypejhú. El congreso de la Nación Paraguaya, sanciona con fuerza de Ley, en la sala de sesiones del Congreso Nacional a los nueve días del mes de noviembre del año 1978.
El 24 de junio de 1979, se realiza la ceremonia de posesión de cargo de la honorable junta municipal, presidido por el Sr. Delegado de Gobierno del Departamento de Canendiyú, el Lic. Oscar Osmar Báez, acompañado del Sr. Comandante del destacamento Militar N.º 1º Tte. 1º Don .Julio Chamorro López,  y autoridades civiles,  policiales, invitados especiales. De esta forma se dio el cumplimiento a la Resolución Ministerial N.º 81 de fecha 16 de enero de 1979, por lo que se integra en forma provisoria la Honorable Junta Municipal de Itanará.

## Geografía
Se accede hasta el casco urbano de Itanará por medio de un desvío de aproximadamente 100 km que parte de la Ruta N° 10 en la ciudad de Curuguaty, este desvío pasa primero por las localidades de Villa Ygatimí y Ypejhú.
Al norte y Noreste: limita con el Distrito de Capitán Bado, del Departamento de Amambay, del que está separado por una línea recta imaginaria partiendo del Hito demarcatorio fronterizo, con la república Federativa del Brasil que lleva el N.º III, se interseca con el arroyo Puendy en su naciente, sigue curso de éste hasta su confluencia con el Río Aguaray Guasu, punto que constituye el extremo Norte de la Línea divisoria entre los departamentos de San Pedro y Canindeyú.
Al Noreste y Este: limita con la República Federativa del Brasil, del que está separado por línea de frontera caracterizada en la Cordillera Amambay desde el Hito III-35 en el Norte y un Hito situado a la distancia de 317 metros al Sur del Hito III-104 y III-105.
Al Sur: limita con el Distrito de Ypejhú del que se halla separada por una línea recta imaginaria que partiendo desde el punto situado a la distancia 317 metros al sur del Hito III-104 y en rumbo Sur-Oeste 77° 47` y a la distancia de 15.000 metros se interseca con el Arroyo Tacuara, sigue el curso de éste hasta su afluencia con el Río Itanará.
Al Sur Oeste: limita con el Distrito de Ypejhú, del que se halla separado por una línea recta imaginaria que partiendo del punto determinado por la afluencia del Río y el Aº Tacuara, con rumbo Nor-Oeste, 69º54` y a la distancia de 33.100 metros encuentra el punto de confluencia de Aº Puendy con el Río Aguaray Guazú.

## Economía
Los pobladores de Itanará se dedican a la ganadería (cría de ganados bovinos y animales menores) y  las plantaciones de cultivos como los de soja, maíz,  mandioca, macoña